# 华南薹草
华南薹草（学名：Carex anstrosinensis）是莎草科薹草属的植物。分布于中国大陆的广东等地，生长于海拔1,030米的地区，一般生于石山上，目前尚未由人工引种栽培。